# Quận Claiborne, Tennessee
Quận Claiborne là một quận thuộc tiểu bang Tennessee, Hoa Kỳ.
Quận này được đặt tên theo. Theo điều tra dân số của Cục điều tra dân số Hoa Kỳ năm 2000, quận có dân số 29.862 người, ước tính năm 2005 là 31.033 người . Quận lỵ đóng ở Tazewell.6

## Địa lý
Theo Cục điều tra dân số Hoa Kỳ, quận có diện tích km2, trong đó có km2 là diện tích mặt nước.

## Thông tin nhân khẩu
Theo điều tra dân số 2 năm 2000, đã có 29.862 người, 11.799 hộ gia đình, và 8.684 gia đình sống trong quận hạt. Mật độ dân số là 69 người trên một dặm vuông (27/km ²). Có 13.262 đơn vị nhà ở với mật độ bình quân 30 trên một dặm vuông (12/km ²). Cơ cấu chủng tộc của quận đã được 97,79% người da trắng, 0,75% da đen hay Mỹ gốc Phi, 0,24% người Mỹ bản xứ, 0,28% châu Á, Thái Bình Dương 0,01%, 0,19% từ các chủng tộc khác, và 0,74% từ hai hoặc nhiều chủng tộc. 0,64% dân số là người Hispanic hay Latino thuộc một chủng tộc nào. 

Tháp tuổi theo điều tra năm 2000

Có 11.799 hộ, trong đó 32,00% có trẻ em dưới 18 tuổi sống chung với họ, 58,80% là đôi vợ chồng sống với nhau, 11,00% có nữ hộ và không có chồng, và 26,40% là không gia đình. 23,40% hộ gia đình đã được tạo ra từ các cá nhân và 10,00% có người sống một mình 65 tuổi hoặc lớn tuổi hơn là người. Cỡ hộ trung bình là 2,48 và cỡ gia đình trung bình là 2,91.
Trong quận, độ tuổi dân số đã được trải ra với 23,60% dưới độ tuổi 18, 8,90% 18-24, 28,70% 25-44, 25,40% từ 45 đến 64, và 13,40% từ 65 tuổi trở lên đã được những người. Độ tuổi trung bình là 37 năm. Đối với mỗi 100 nữ có 93,30 nam giới. Đối với mỗi 100 nữ 18 tuổi trở lên, đã có 91,40 nam giới.
Thu nhập trung bình cho một hộ gia đình trong quận đã được $ 25.782, và thu nhập trung bình cho một gia đình là $ 31.234. Phái nam có thu nhập trung bình $ 26.280 so với 19.951 USD của phái nữ. Thu nhập bình quân đầu người là 13.032 USD. Có 18,40% gia đình và 22,60% dân số sống dưới mức nghèo khổ, bao gồm 27,70% những người dưới 18 tuổi và 19,90% của những người 65 tuổi hoặc hơn.